# Léo Santos
Leonardo Rodrigues dos Santos dit Léo Santos est un footballeur brésilien né le 9 décembre 1998 à São Paulo. Il évolue au poste de défenseur avec le Guarani.

## Biographie
Avec l'équipe du Brésil des moins de 17 ans, il participe au championnat de la CONMEBOL des moins de 17 ans en 2015. Le Brésil remporte cette compétition avec un point d'avance sur l'Argentine et l'Équateur.

## Carrière
- 2016-201. : SC Corinthians ( Brésil)

## Palmarès
- Vainqueur du championnat de la CONMEBOL des moins de 17 ans en 2015 avec l'équipe du Brésil des moins de 17 ans